# No Mercy (T.I.)
 For alternative betydninger, se No Mercy. (Se også artikler, som begynder med No Mercy)
No Mercy er det syvende studiealbum fra den amerikanske rapper T.I., og blev udgivet den 7. december 2010 af Atlantic Records. Indspilningerne af albummet fandt sted i 2009 og 2010. T.I. får blandt andre selskab af Christina Aguilera og Eminem på albummet. Albummet havde en arbejdstitel der hed King Uncaged